# Dachla
Dachla (arabsky الداخلة‎ [ad-Dáchla], španělsky Dajla, francouzsky Dakhla) je město ležící na atlantickém pobřeží Západní Sahary, se zhruba 100 tisíci obyvateli (stav 2008). Rozkládá se na úzkém poloostrovu Rio de Oro, který v délce 40 km vybíhá do moře téměř rovnoběžně s pevninou. Je to nejvýznamnější rybářský přístav na Atlantiku (a to i z hlediska Maroka, jímž je spravován) a v době rybolovu se jeho obyvatelstvo zdvojnásobuje.
V minulosti se město nazývalo Villa Cisneros.

## Dějiny
Město založil v r. 1884 Emilio Bonelli y Hernando a pojmenoval ho Villa Cisneros na počest španělského kardinála Franciska Jiméneze de Cisneros. V koloniálním období bylo hlavním městem oblasti Rio de Oro, která byla jednou ze dvou částí kolonie Španělská Sahara. V té době zde vzniklo celé nové město, mj. přístav, pevnost, kostel, letiště. Letiště mělo velký význam ve 20. a 30. letech 20. století, kdy sloužilo k mezipřistání pro lety do subsaharské Afriky. Během španělské republiky zde byli internováni její odpůrci.
Po rozdělení Španělské Sahary v r. 1975 připadlo město do části anektované Mauritánií a do r. 1979 bylo střediskem mauritánské provincie Tiris al-Gharbiyya. Od toho roku patří do části Západní Sahary ovládané Marokem. V r. 2005 proběhly ve městě protesty proti marocké vládě.

## Hospodářství
Ve městě je významný rybářský přístav. Letiště má mezinárodní status a zajišťuje pravidelné spojení s Casablankou. Významný je turistický ruch; v zimě se každoročně pořádá sraz karavanů; za letního slunovratu se pořádají výlety na obratník Raka, který leží 30 km jižně od města.

## Galerie

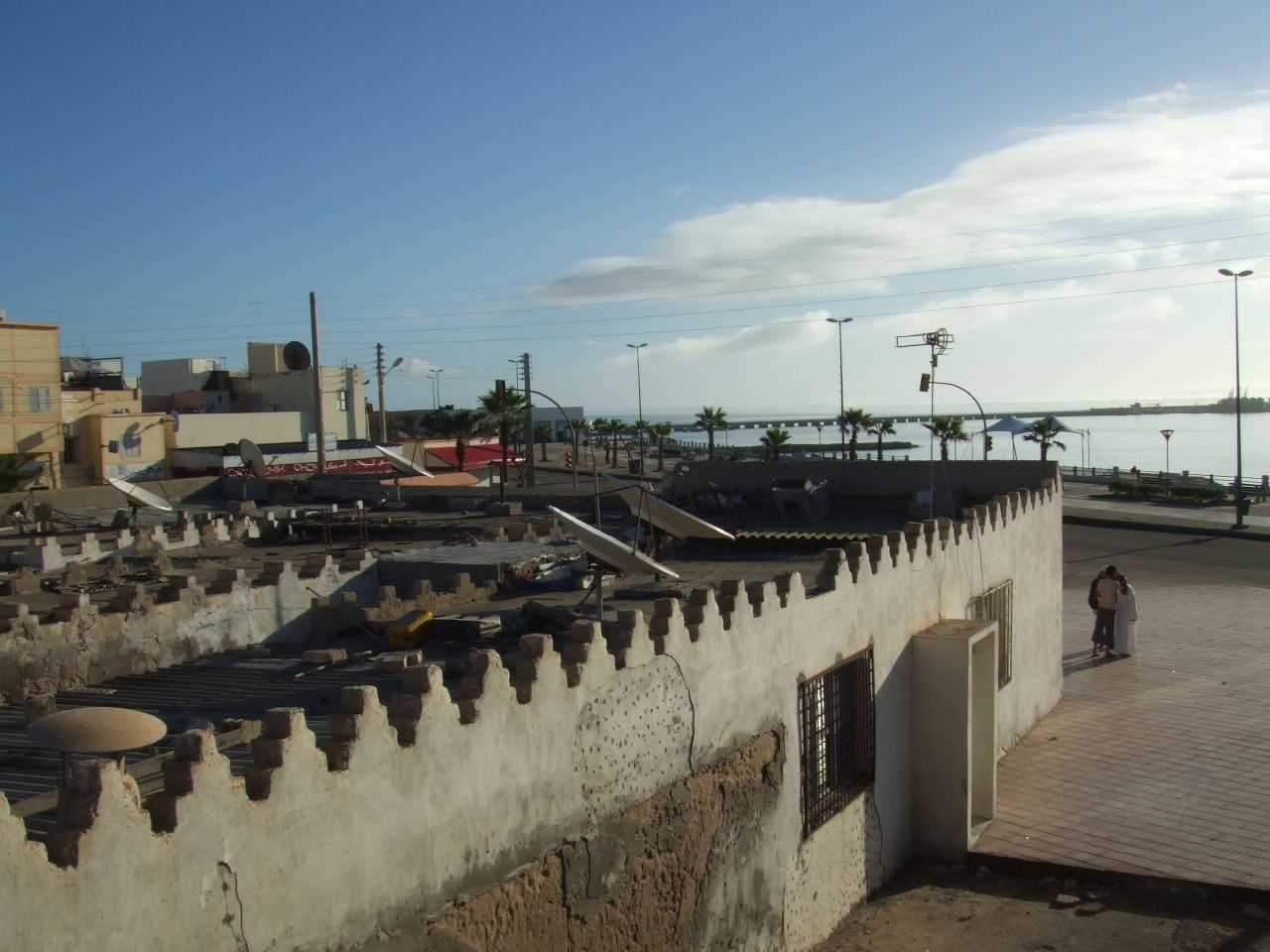
Nábřeží s přístavem
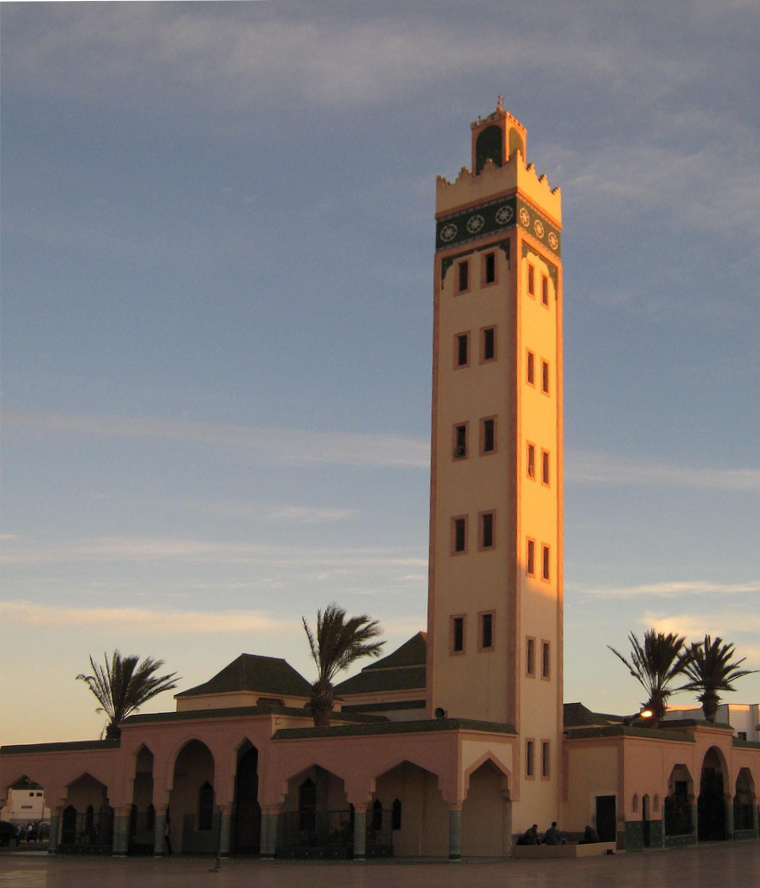
Mešita
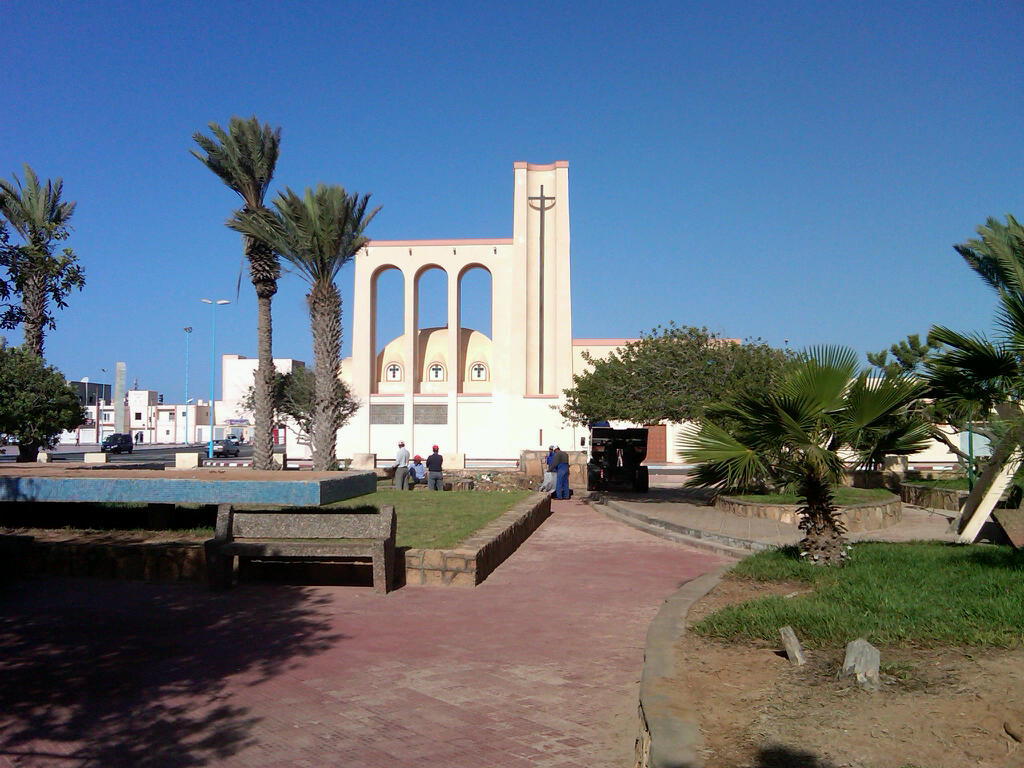
Kostel
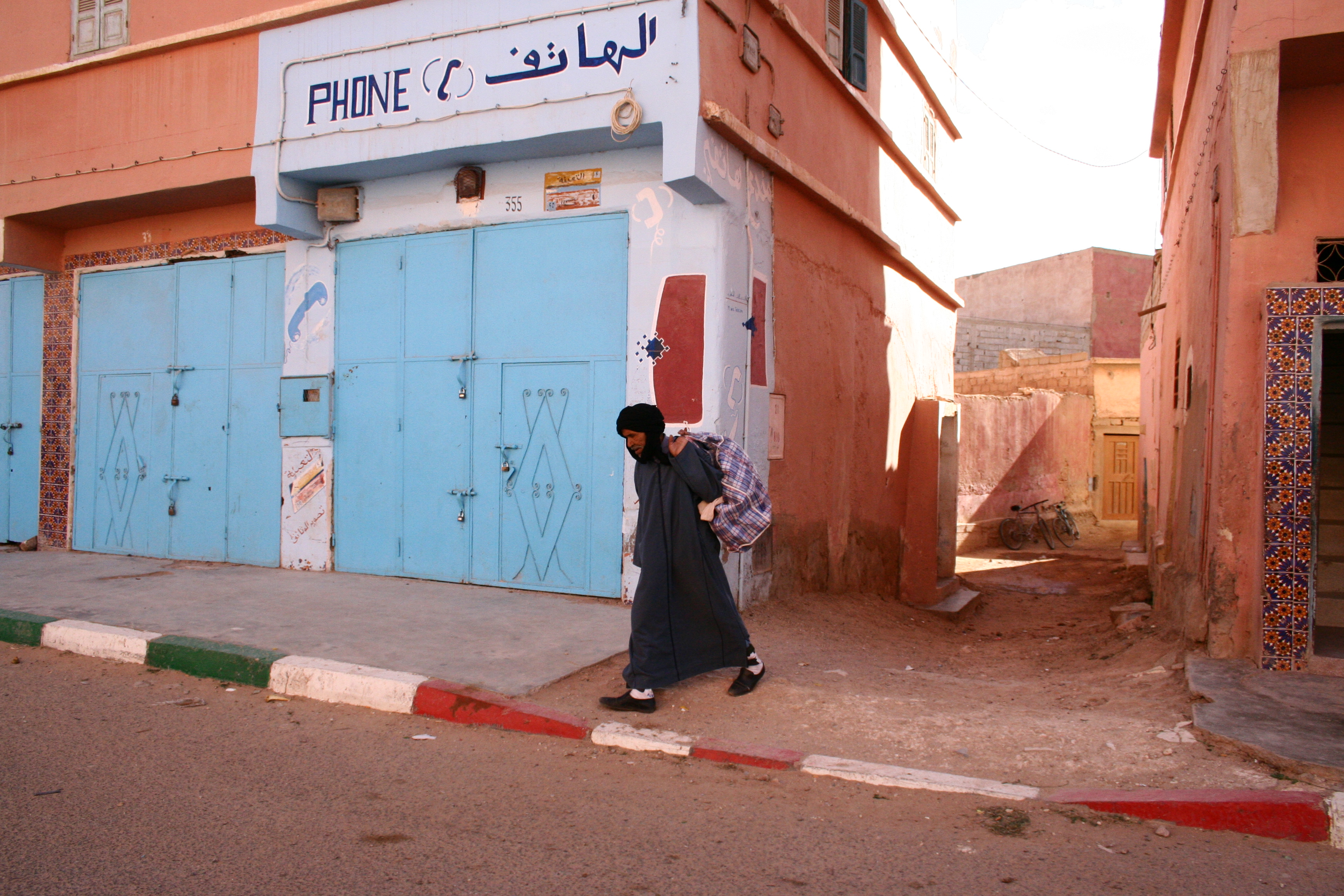
Ulice

## Partnerská města
- Minna, Nigérie
- Creil, Francie